# Joseph Lukas

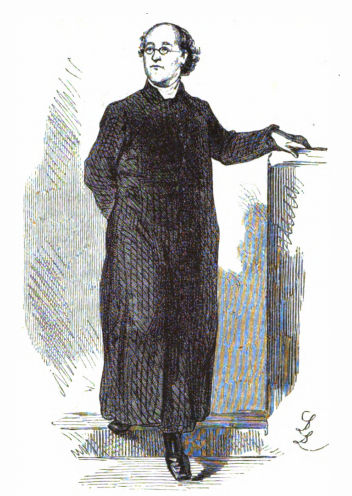
Joseph Lukas (1868), gezeichnet von Ludwig Löffler für die Zeitschrift Daheim

Joseph Lukas (* 16. Juni 1834 in Ruhmannsfelden; † 19. Februar 1878 in Dalking) war katholischer Geistlicher und Mitglied in der Kammer der Abgeordneten des Bayerischen Landtags und im Zollparlament.

## Biographie
Nach dem Abitur am St.-Michaels-Gymnasium der Benediktiner in Metten besuchte er das Lyceum in Regensburg, wo er 1859 zum Priester geweiht wurde. Anschließend war er Militärgeistlicher in Regensburg; in dieser Funktion nahm er auch am Deutschen Krieg von 1866 teil. Als Pfarrer wirkte er zunächst in Eggersberg und seit 1873 in Dalking bei Cham.
In den Jahren 1868 bis 1870 war Joseph Lukas Mitglied des Zollparlaments. 1869 wurde er zudem als Abgeordneter für Straubing in den bayerischen Landtag gewählt; nach dem Zerwürfnis mit der Patriotischen Partei legte er allerdings bereits 1870 das Mandat wieder nieder.
Als polemisch-katholischer Schriftsteller kämpfte er leidenschaftlich gegen den staatlich verordneten Schulzwang und gegen die staatliche Schulaufsicht, fand mit seinen extremen Positionen aber auch in katholischen Kreisen nur wenig Zustimmung. Obwohl er selbst lange Zeit Mitarbeiter der Landshuter Zeitung und dann bei der Passauer Donau-Zeitung war, veröffentlichte er eine Invektive gegen die Presse, die auch katholische Zeitungen mit einschloss.
Lukas wird der Spruch China hat sein Opium, Deutschland seine Schulmeister zugeschrieben. Aus seiner Schrift Der Schulmeister von Sadowa wurde in der liberalen Berliner Presse noch über 30 Jahre nach seinem Tod zitiert, um die vermeintliche Bildungsfeindschaft des Katholizismus zu belegen.

## Werke
- Geschichte der Stadt und Pfarrei Cham (1862)
- Schiller, sein religiöser Fortschritt und sein Tod (1863)[3]
- Der Schulzwang, ein Stück moderner Tyrannei  (1865, 1. und 2. Auflage)
- Die Presse, ein Stück moderner Versimpelung (1867)
- Der Schulmeister von Sadowa (1878)